# Cúllar
Cúllar és un municipi del nord de la província de Granada, ha estat zona de pas durant totes les èpoques. Aquí va ser trobat l'Ídol de Malagón, una estàtua feta d'ivori que pertany a l'Edat del coure. Del seu passat morisc apareixen en la ciutat les importants Festes de Moros i Cristians.

## Etimologia
Cúllar ve de la paraula "Qúllar", que significa "Terreny elevat".

## Distribució de la població
| Unitat poblacional                                                                                  | Hab.                             |
| --------------------------------------------------------------------------------------------------- | -------------------------------- |
| Cúllar El Margen El Sauco Las Vertientes Matián Pozo Iglesias Pulpite Venta del Peral Venta Quemada | 3.836 273 15 231 8 66 73 202 194 |

- Font: INE Arxivat 2006-06-15 a Wayback Machine..

## Demografia
| 1787 | 1842 | 1860 | 1877 | 1887 | 1897 | 1900 | 1910 | 1920 | 1930 | 1940 | 1950  | 1960 | 1970 | 1981 | 1991 | 1996 | 2001 | 2004 | 2005 |
| ---- | ---- | ---- | ---- | ---- | ---- | ---- | ---- | ---- | ---- | ---- | ----- | ---- | ---- | ---- | ---- | ---- | ---- | ---- | ---- |
| 3047 | 5509 | 6453 | 7486 | 7610 | 7867 | 8017 | 8151 | 8307 | 8625 | 9762 | 10866 | 9006 | 8052 | 6010 | 5457 | 5229 | 4929 | 4836 | 4898 |

## Curiositats
A Cúllar va néixer el filòleg i ex-sotsdirector de la RAE Gregorio Salvador